# Istana Negara (Jalan Duta)
L'Istana Negara (che in lingua malese vuol dire Palazzo Nazionale) è la residenza ufficiale dello Yang di-Pertuan Agong, il capo di Stato della Malesia. Si trova nella zona di Jalan Duta nel nord di Kuala Lumpur. Il palazzo, inaugurato nel 2011, ha sostituito il vecchio Istana Negara.
Il complesso del palazzo ha una superficie di 97.65 ettari, 22 cupole, e si divide in tre parti principali: la componente formale, la componente reale e la componente amministrativa.

## Storia
Il luogo in cui costruire il nuovo palazzo reale è stato pubblicato sulla Gazzetta ufficiale già alla fine del 1976, e numerosi imprenditori sono stati coinvolti con la pianificazione iniziale. La necessità di un nuovo palazzo, secondo l'allora ministro delle opere pubbliche S. Samy Vellu, era dovuta a causa di vincoli di spazio. Il sito è di 96.52 ettari e situato su una collina. Il direttore generale del Dipartimento dei lavori pubblici (JKR) Amer Hamzah Mohd Yunus, ha affermato che verranno utilizzati solo 28 ettari per lo sviluppo del complesso del palazzo.
La costruzione è iniziata nel novembre 2007 e con un costo di 812 milioni di ringgit. Il complesso incorpora elementi architettonici islamici e malesi, su disegni dello studio di architettura Kumpulan Seni Reka Sdn Bhd ed è stato edificato dalla ditta di costruzione Maya Maju Sdn Bhd. Il completamento del palazzo era previsto nel 2009 ma fu ultimato solo nel settembre 2011.
La famiglia reale ha iniziato il trasloco il 19 ottobre, che si è concluso con una cerimonia di alzabandiera ed inaugurazione, il 15 novembre.
Il 14° Yang di-Pertuan Agong, Tuanku Abdul Halim Mu'adzam Shah, è stato il primo re ad abitare il palazzo.

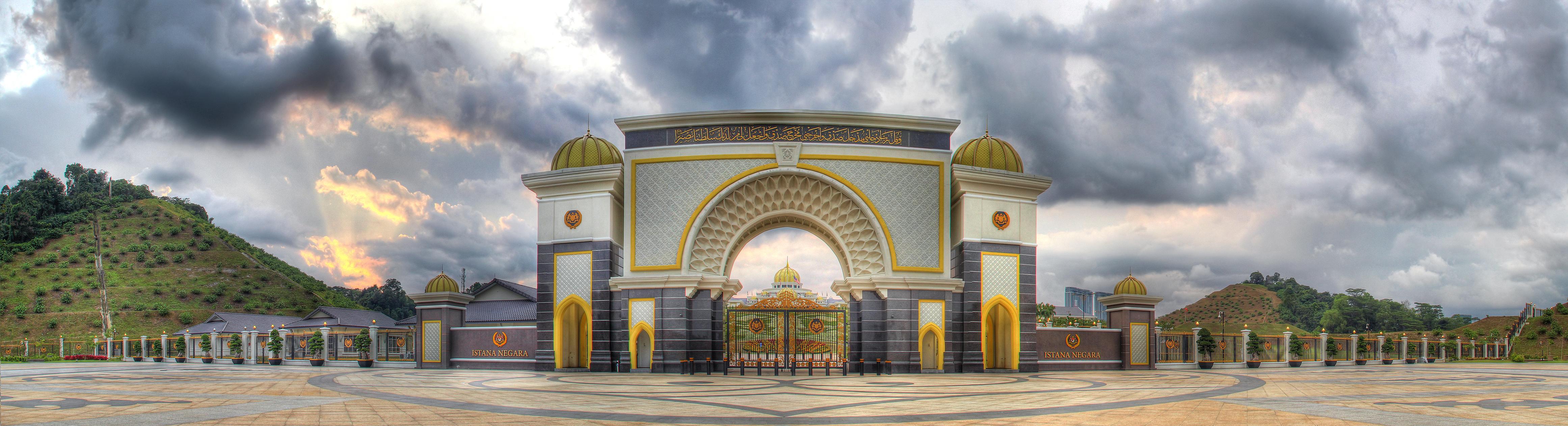
Foto panoramica dell'ingresso del palazzo.